# Dúnchad mac Murchado
Dúnchad mac Murchado (mort en  728) est roi de  Leinster issu des Uí Dúnlainge une lignée du Laigin.
Fils de  Murchad mac Bran Mut (mort en 727), un précédent souverain, il règne entre 727 et 728.

## Règne
Dunchad participe aux côtés de son père à la grande victoire remportée sur le  Ui Neill et l'Ard ri Erenn Fergal mac Máele Dúin (tué en 722) du Cenél nEógain lors de la Bataille d'Allen en 722. Dunchad succède à son père comme roi en 727. Il défait son rival 
Laidcnén mac Con Mella des Uí Cheinnselaigh qui est tué lors de la Bataille de Maistiu (Mullaghmast, dans le sud du comté de Kildare) en 727. L'année suivante en  728, il est cependant battu et tué par son propre frère cadet Fáelán mac Murchado (mort en  738) lors de la bataille d'Ailenn (Comté de Kildare) qui s'approprie le royaume et sa veuve,.

## Union et postérité
Dunchad avait épousé  Taileflaith (en)  ingen Cathail, la fille de Cathal mac Finguine (mort en 742), le roi de Munster. Il est l'ancêtre du sept Uí Dúnchada des Ui Dunlainge dont le siège du pouvoir royal se trouvait Líamhain, actuellement:  Lyons Hill, à la frontière entre les comtés de Dublin et de Kildare. Son fils Cellach mac Dúnchada (mort en 776) sera également roi de Leinster.

## Article lié
- Liste des rois de Leinster

## Sources primaires
- Annales d'Ulster sur CELT: Corpus of Electronic Texts at University College Cork
- Annales de Tigernach sur CELT: Corpus of Electronic Texts at University College Cork
- Livre de Leinster, Rig Laigin et Rig Hua Cendselaig sur CELT: Corpus of Electronic Texts at University College Cork

## Sources secondaires
- (en) T.W Moody, F.X. Martin, F.J. Byrne, A New History of Ireland IX Maps, Genealogies, Lists. A companion to Irish History part II, Oxford, Oxford University Press, 2011, 690 p. (ISBN 978-0-19-959306-4), p. 134 & 200 Kings of Leinster to 1171
- (en) Francis John Byrne, Irish Kings and High-Kings, Dublin, Four Courts Press, 2001, 341 p. (ISBN 978-1-85182-196-9)
- (en) T.M. Charles-Edwards, Early Christian Ireland, Cambridge, Cambridge University Press, 2000, 707 p. (ISBN 0-521-36395-0, lire en ligne)